# Пасхалій (антипапа)
Пасхалій (антипапа) (лат. Paschalis; 692, Рим) — римський архідиякон, був обраний папою Римським 21 вересня 687 року, однак 15 грудня 687 року зрікся престолу після виборів папи, на яких переміг Сергій I. Пізніше був поміщений до монастиря, у якому помер у 692 році. Його суперником був також Теодор (антипапа).